# Coming Home (pel·lícula de 1914)
'Coming Home' és una pel·lícula muda de l'Eclair interpretada per Alec B. Francis i Belle Adair, entre d'altres. La pel·lícula es va estrenar el 21 de gener de 1914.

## Argument
John Sprague és un sacerdot que es casa amb la noia que estima, Margaret, tot i l'oposició del seu pare, un diaca que no veu amb bons ulls el seu tarannà liberal. No li ha perdonat que encoratgés Margaret a participar en una companyia teatral amateur. Poc després es traslladen a la ciutat on ell és el rector d'una parròquia en un barri benestant. Allà ella es converteix en algú que la societat té en compte. Tenen una nena però ella no abandona la seva vida social. Quan el matrimoni travessa dificultats econòmiques, Margaret, per tal d'ajudar el seu marit, aconsegueix feina en una companyia de teatre cosa que li permet guanyar els diners que necessita. Com que ho fa d'amagat del marit això genera un malentès que es complica amb la mort de pare d'ella. Al final es produeix la reconciliació de la parella.

## Repartiment
- Alec B. Francis (John Sprague)
- Belle Adair (Margaret)
- Will E. Sheerer (pare de Margaret)
- Clara Horton (la filla)